# 견한
견한(甄邯, ? ~ 12년)은 전한 말기 ~ 신나라의 관료로, 자는 자심(子心)이며 여남군 사람이다. 왕망의 측근으로 두각을 드러냈다.

## 생애
시중봉거도위·광록훈을 역임하였다. 원시 2년(2년)에 우장군을 겸하였고, 종묘를 보전한 공로로 같은해 3월에 증양후(承陽侯)에 봉해졌다.
원시 3년(3년), 왕망의 아들 왕우가 오장·여관과 함께 평제의 외가를 장안에 불러들이려다가 발각되었을 때, 견한은 모의에 연루된 자들을 죽였다. 같은해에 경조윤 김흠이 자신의 증조부 김일제의 공적을 찬미하며 자신의 할아버지·아버지를 종묘에 세울 것을 상주하자, 견한은 이를 불경죄로 규탄하였다. 김흠은 결국 스스로 목숨을 끊었고, 견한은 나라의 기강을 바로잡은 공로로 식읍 1,000호를 더 받았다.
거섭 원년(6년) 3월, 태보 겸 후승(後丞)이 되어 유자 영을 보필하였다. 이듬해 9월에 동군태수 적의가 반란을 일으켰을 때에는 대장군을 겸하여 패상(霸上)에 주둔하였고, 반란에 호응하여 괴리(槐里)에서 봉기한 조명(趙明)·곽홍(霍鴻)을 왕안·왕읍과 함께 진압하였다.
시건국 원년(9년), 신나라가 건국되었다. 견한은 승신공(承新公)에 봉해지고 대사마가 되었으며, 3년 후 죽었다.

## 출전
- 반고, 《한서》
  - 권18 외척은택후표
  - 권19하 백관공경표 下
  - 권68 곽광김일제전
  - 권84 적방진전
  - 권99상 왕망전 上
  - 권99중 왕망전 中

| 전임 견풍 | 전한의 광록훈 1년 ~ 5년 | 후임 왕운 |

| 전임 - | 신의 대사마 9년 ~ 12년 | 후임 공영 |